# Trinitapoli
Trinitapoli est une commune italienne de la province de Barletta-Andria-Trani, dans la région des Pouilles. Elle fait partie du parc national du Gargano.

## Administration
| Période                                  | Période | Identité | Étiquette | Qualité |
| ---------------------------------------- | ------- | -------- | --------- | ------- |
|                                          |         |          |           |         |
| Les données manquantes sont à compléter. |         |          |           |         |

### Hameaux
Ofantino

### Communes limitrophes
Barletta, Cerignola, Margherita di Savoia, San Ferdinando di Puglia, Zapponeta

## Démographie
Habitants recensés

## Personnalités liées à la ville
- Birago Balzano est né à Trinitapoli en 1936.